# Palazzo Mattei a Trastevere

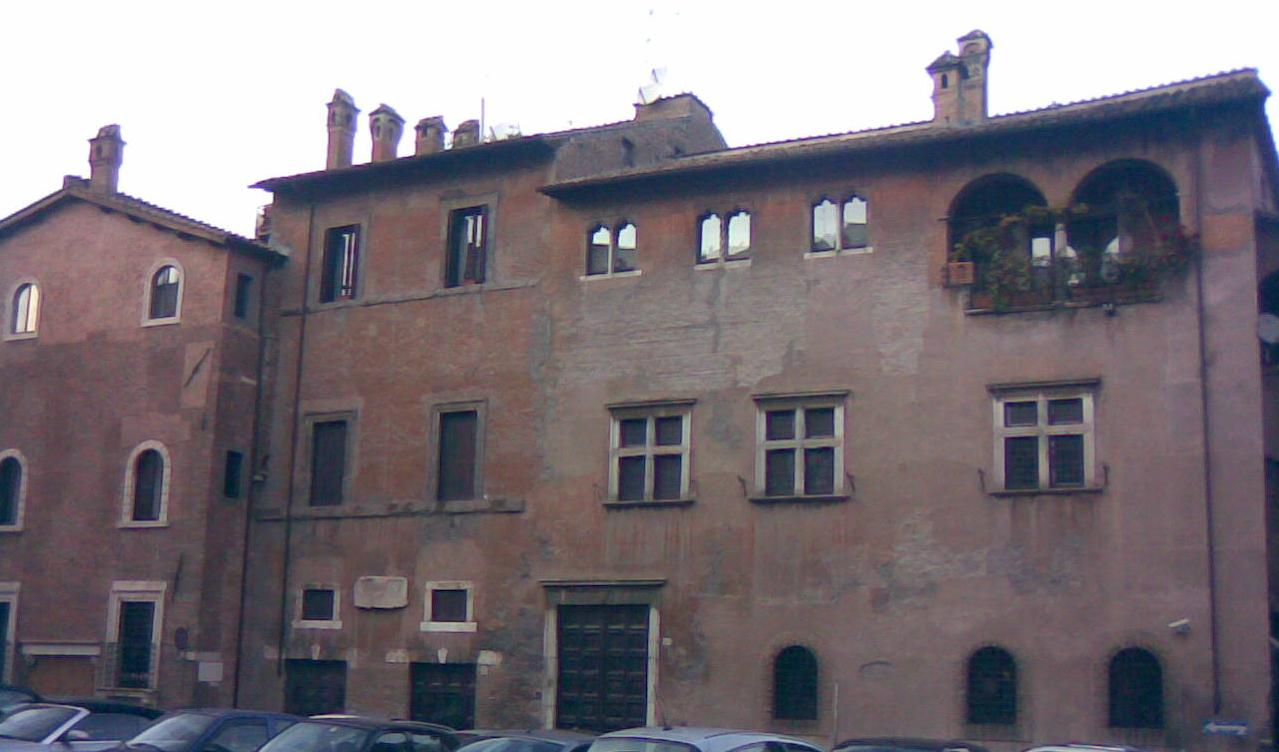
Vista do palácio na Piazza in Piscinula

Palazzo Mattei a Trastevere ou Casa dei Mattei a Trastevere é um palácio localizado na Piazza in Piscinula, no rione Trastevere de Roma.

## História
Na antiga Piazza in Piscinula, num canto de antiga memória medieval reduzido à função de estacionamento de automóveis, está o palácio dos Mattei, uma estrutura que engloba edifícios do século XIV de propriedade da família. De origem no século XIII, um ramo da família construiu seus palácios no rione Sant'Angelo, do outro lado rio na Piazza Mattei, não muito longe do gueto judaico, e outra passou a viver num conjunto de casas no Trastevere, em frente à igreja de San Benedetto in Piscinula, conhecida como Isola Mattei a Piscinula.

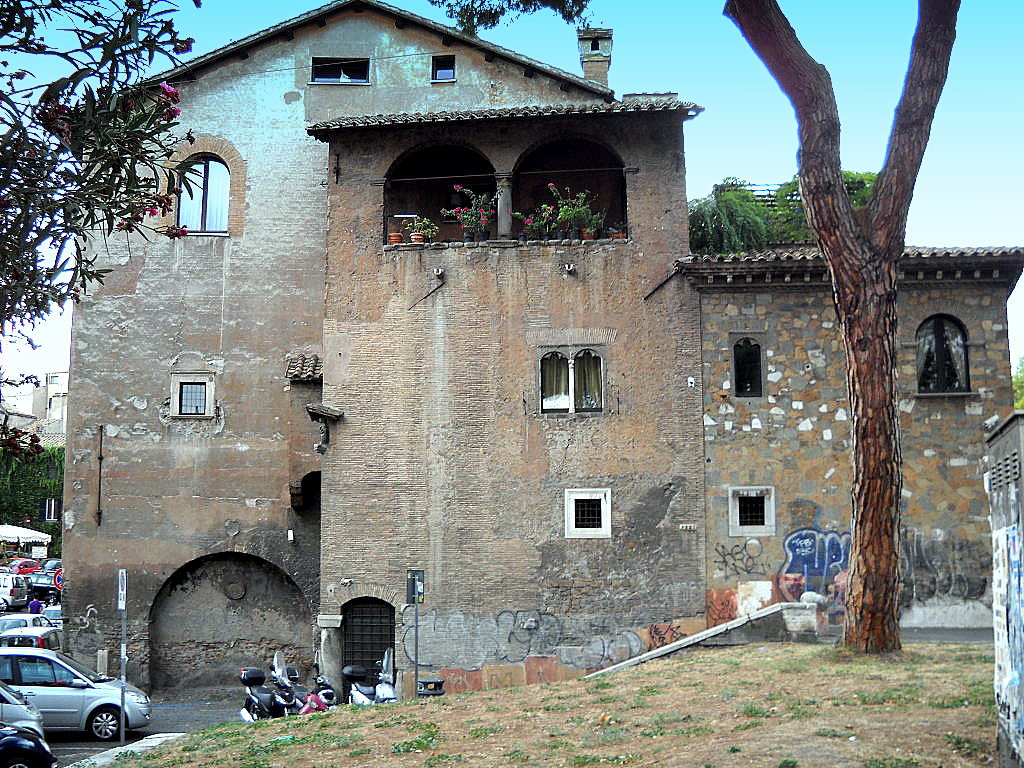
Vista lateral do palácio

Os traços mais antigos do palácio se revelam nas janelas em arco com estrutura em cruz, nos bíforos e no pequeno pórtico com uma coluna medieval e uma lógia no piso térreo. O edifício atual, resultado de inúmeras obras realizadas ao longo de cinco séculos, foi o cenário de uma tragédia familiar na qual foram assassinados. Presentes em Roma desde pelo menos 1282, os Mattei são originários da família Papi, dos quais herdaram, por sua vez, a função de ""guardiano de' ponti e ripe" ("guardiões das pontes e das margens"), uma função cujo objetivo era manter a ordem pública em períodos de sede vacante, o que os qualificava como aliados do papa. No século XVII, com a morte de Annibale e Maria Mattei, que não tinham herdeiros, ganharam importância os Della Molara, que emprestaram seu nome a uma pequena praça na frente do palácio na direção do Tibre que foi destruída durante as obras de sistematização das margens do rio no final do século XIX. Posteriormente, o edifício passou para o oratório da Chiesa Nuova, em parte ao duque Massimo, como herdeiro dos Della Molara, e, em parte, aos marqueses Origo. Em 1870, o edifício hospedou a "Locanda della Sciacquetta", um termo pouco glorificante que, em Roma, se utilizava para designar uma mulher pequena, uma serva e também uma prostituta, o que indica que, de fato, o palácio tenha sido utilizado como prostíbulo. Em 1890, a estrutura foi adquirida por Giacomo Nuñez e pelo barão Celsia di Vegliasco, que restauraram o complexo e devolveram a sua aparência original. Em 1911, uma restauração foi realizada por Gustavo Giovannoni.
Uma restauração posterior, obra do cenógrafo Walter Mocchi e do arquiteto Michele Busiri Vici e terminada em 1960, resultou na subdivisão do edifício em várias unidades imobiliárias individuais.